# Мырзаколь
Мырзако́ль (каз. Мырзакөл, до 1997 г. — Диевка) — село в Аулиекольском районе Костанайской области Казахстана. Административный центр Диевского сельского округа. Код КАТО — 393635100.

## География
Село находится в 52 км к юго-западу от районного центра, села Аулиеколь.

## История
С 1944 по 1997 года село носило название Диевка. В 1997 году согласно указу президента Казахстана село было переименовано в Мырзаколь.

## Население
По результатам переписи населения 1999 года в селе проживало 2079 человек, а по результатам переписи 2009 года — 2018 человек. В динамике населения после 1989 года наблюдается отток русскоязычного населения (русские, украинцы, белорусы), а также отток немцев, в связи с возвращением на историческую родину, и увеличение численности коренного населения.

## Сельское хозяйство
На территории села действует ТОО «Агрофирма Диевская». В структуре агрофирмы — свыше 1000 рабочих мест. В состав агрофирмы входят ТОО «Агрофирма „Диевская“», которая находится в Аулиекольском районе, ТОО «Санкибай» — в Наурзумском районе и мелькомбинат — в городе Костанай.

## Образование
В селе расположена Диевская средняя школа (открыта в 1973 году), в которой обучается около 300 человек. Также раньше действовал детский сад, но в данный момент он уже несколько лет закрыт.

## Культура
В центре села расположен Дом Культуры, в котором часто проходят различные мероприятия. Также в Диевской средней школе расположен краеведческий музей, созданный учителями и учениками.

## Известные жители и уроженцы
- Когулбаев, Олжабай (1980—1988) — Герой Социалистического Труда.
- Стрижаченко, Иван Аврамович (1913 — ?) — Герой Социалистического Труда. Руководил совхозом «Диевский» с 1954 по 1973 года.